# جوزف شسیلینگر
جوزف شسیلینگر (انگلیسی: Joseph Schlessinger؛ زادهٔ ۲۶ مارس ۱۹۴۵) زیست‌شیمی‌دان و بیوفیزیست اسرائیلی-آمریکایی متولد یوگسلاوی است. او رئیس گروه داروشناسی دانشکده پزشکی دانشگاه ییل در نیوهیون، کانکتیکات و همچنین مدیر مؤسسه زیست‌شناسی سرطان دانشکده پزشکی این دانشگاه است.
محدوده تحقیقاتی وی از طریق فسفرگیری تیروزین است که در بسیاری از زمینه‌های تنظیم سلولی به ویژه کنترل رشد و سرطان اهمیت دارد. کار شسیلینگر منجر به درک مکانیسم transmembrane signaling توسط گیرنده تیروزین کیناز  و چگونگی کنترل سیگنال‌های رشد و تمایز سلول‌ها شده‌است.